# Наджаф (провінція)
Наджаф (Ен-Наджаф, араб. محافظة النجف) — провінція в центрі Іраку. На південному заході межує з Саудівською Аравією, на північному заході з мухафазами Кербела, на північному сході з мухафазою Бабіль і Кадісія, а на південному сході з мухафазою Мутанна. Більшість населення — мусульмани-шиїти.
Адміністративний центр — місто Ан-Наджаф, інше велике місто — Ель-Куфа. Обидва міста є святинями для шиїтів.
До 1976 року була частиною вілаяту Діванія, яка включала також мухафази Кадісія і Мутанна.

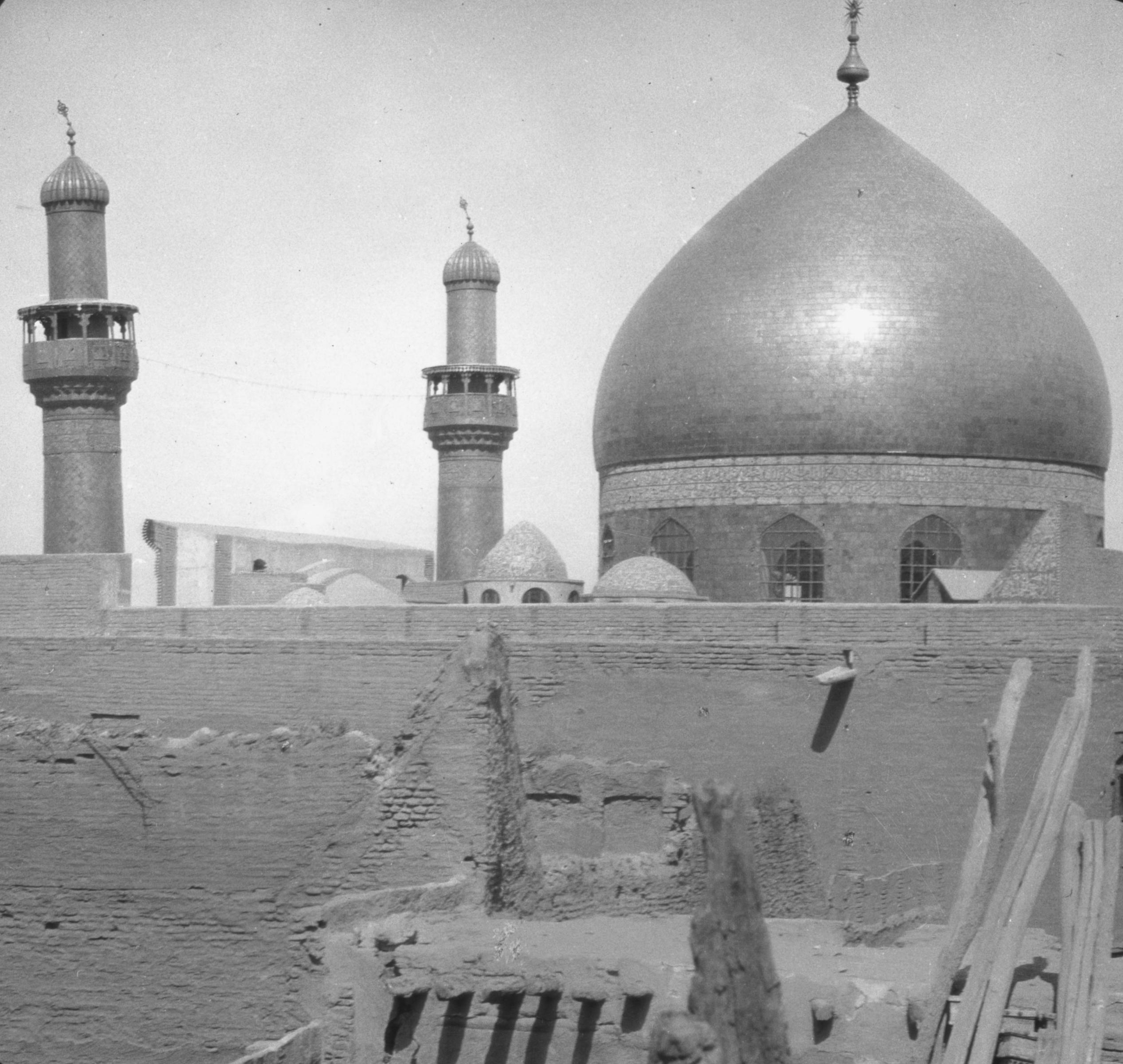
Мечеть Імама Алі, Ан-Наджаф, 1932.

## Округи
- Ель-Куфа
- Аль-Манатера
- Ан-Наджаф

## Влада
- Губернатор: Асаад Абу Гілель ет-Таїє (Asaad Abu Gilel al-Taie[en])[1]
- Віце-губернатор: Абдуль-Хусейн Абтаан[en][2]